# Oddbjørn Hagen
Oddbjørn Hagen (ur. 3 lutego 1908 w Ytre Rendal, zm. 25 czerwca 1983 w Skedsmo) – norweski narciarz klasyczny specjalizujący się w kombinacji norweskiej, odnoszący także sukcesy w biegach narciarskich, trzykrotny medalista olimpijski i czterokrotny medalista mistrzostw świata.

## Kariera
Urodził się w miejscowości Ytre Rendal, w regionie Hedmark. Pierwotnie trenował skoki narciarskie, jednak po tym jak przeniósł się do Oslo w 1931 roku postanowił skupić się na biegach oraz kombinacji norweskiej. Już w 1932 roku odniósł swój pierwszy sukces wygrywając zawody w kombinacji w Holmenkollen. Pokonał tam między innymi mistrza olimpijskiego z igrzysk w Lake Placid Johana Grøttumsbråtena.
Igrzyska olimpijskie w Garmisch-Partenkirchen były pierwszymi i zarazem ostatnimi w jego karierze. Triumfował tam w zawodach kombinacji norweskiej, wyprzedzając dwóch swoich rodaków: Olafa Hoffsbakkena i Sverre Brodahla. Ponadto wspólnie z Olafem Hoffsbakkenem, Sverre Brodahlem i Bjarne Iversenem wywalczył srebrny medal w sztafecie biegowej 4 × 10 km. Na tych samych igrzyskach zdobył także srebrny medal w biegu na 18 km techniką klasyczną, ulegając jedynie Erikowi Larssonowi ze Szwecji. Wobec tego Hagen zdobył medale we wszystkich konkurencjach, w których wziął udział.
W 1934 roku wystartował na mistrzostwach świata w Sollefteå, gdzie zajął pierwsze miejsce w kombinacji przed swoimi rodakami Sverre Kolterudem i Hansem Vinjarengenem. Na tych mistrzostwach był też szósty w biegu na 18 km oraz czwarty w sztafecie biegowej. Rok później, podczas mistrzostw świata w Wysokich Tatrach, obronił tytuł mistrza świata w kombinacji norweskiej. Ponadto wraz ze Sverre Brodahlem, Bjarne Iversenem i Olafem Hoffsbakkenem wywalczył srebrny medal w sztafecie, a indywidualnie zajął drugie miejsce w biegu na 18 km, w którym lepszy okazał się jedynie reprezentant Finlandii Klaes Karppinen.
Hagen łącznie trzy razy wygrywał konkursy kombinacji norweskiej podczas Holmenkollen Ski Festival: w 1932, 1934 i 1935 roku. W 1934 r. otrzymał medal Holmenkollen.

## Osiągnięcia w kombinacji norweskiej

### Igrzyska olimpijskie
| Miejsce | Dzień     | Rok  | Miejscowość            | Konkurencja   | Wynik      | Strata | Zwycięzca |
| ------- | --------- | ---- | ---------------------- | ------------- | ---------- | ------ | --------- |
| 1.      | 13 lutego | 1936 | Garmisch-Partenkirchen | Indywidualnie | 430.30 pkt | -      | -         |

### Mistrzostwa świata
| Miejsce | Dzień     | Rok  | Miejscowość   | Konkurencja   | Czas biegu | Strata | Zwycięzca |
| ------- | --------- | ---- | ------------- | ------------- | ---------- | ------ | --------- |
| 1.      | 20 lutego | 1934 | Sollefteå     | Indywidualnie | 441.90 pkt | -      | -         |
| 1.      | 13 lutego | 1935 | Wysokie Tatry | Indywidualnie | 427.60 pkt | -      | -         |

## Osiągnięcia w biegach narciarskich

### Igrzyska olimpijskie
| Miejsce | Dzień     | Rok  | Miejscowość            | Konkurencja             | Wynik   | Strata | Zwycięzca           |
| ------- | --------- | ---- | ---------------------- | ----------------------- | ------- | ------ | ------------------- |
| 2.      | 10 lutego | 1936 | Garmisch-Partenkirchen | Sztafeta 4 × 10 km      | 2:41:33 | +0:06  | Finlandia           |
| 2.      | 12 lutego | 1936 | Garmisch-Partenkirchen | 18 km stylem klasycznym | 1:14:38 | +0:55  | Erik August Larsson |

### Mistrzostwa świata
| Miejsce | Dzień     | Rok  | Miejscowość   | Konkurencja             | Czas biegu | Strata | Zwycięzca        |
| ------- | --------- | ---- | ------------- | ----------------------- | ---------- | ------ | ---------------- |
| 44.     | 28 lutego | 1930 | Oslo          | 17 km stylem klasycznym | 1:19:58    | +10:09 | Arne Rustadstuen |
| 25.     | 1 marca   | 1930 | Oslo          | 50 km stylem klasycznym | 3:53:14    | +28:00 | Sven Utterström  |
| 6.      | 22 lutego | 1934 | Sollefteå     | 18 km stylem klasycznym | 1:04:29    | +2:22  | Sulo Nurmela     |
| 4.      | 25 lutego | 1934 | Sollefteå     | Sztafeta 4 × 10 km      | 2:40:28    |        | Finlandia        |
| 2.      | 15 lutego | 1935 | Wysokie Tatry | 18 km stylem klasycznym | 1:27:50    | +0:55  | Klaes Karppinen  |
| 2.      | 18 lutego | 1935 | Wysokie Tatry | Sztafeta 4 × 10 km      | 2:42:30    | +0:47  | Finlandia        |